# Corynoptera sexspinosa
Corynoptera sexspinosa är en tvåvingeart som beskrevs av Shah Mashood Alam 1988. Corynoptera sexspinosa ingår i släktet Corynoptera och familjen sorgmyggor. Inga underarter finns listade i Catalogue of Life.